# دایر (آرکانزاس)
دایر (به انگلیسی: Dyer) یک شهر در ایالات متحده آمریکا است که در شهرستان کرافورد، آرکانزاس واقع شده‌است. دایر ۶٫۹۳ کیلومتر مربع مساحت و ۸۷۶ نفر جمعیت دارد و ۱۳۱ متر بالاتر از سطح دریا واقع شده‌است.